# Meioneta straminicola
Meioneta straminicola är en spindelart som beskrevs av Alfred Frank Millidge 1991. Meioneta straminicola ingår i släktet Meioneta och familjen täckvävarspindlar. Inga underarter finns listade i Catalogue of Life.